# Lemon curd

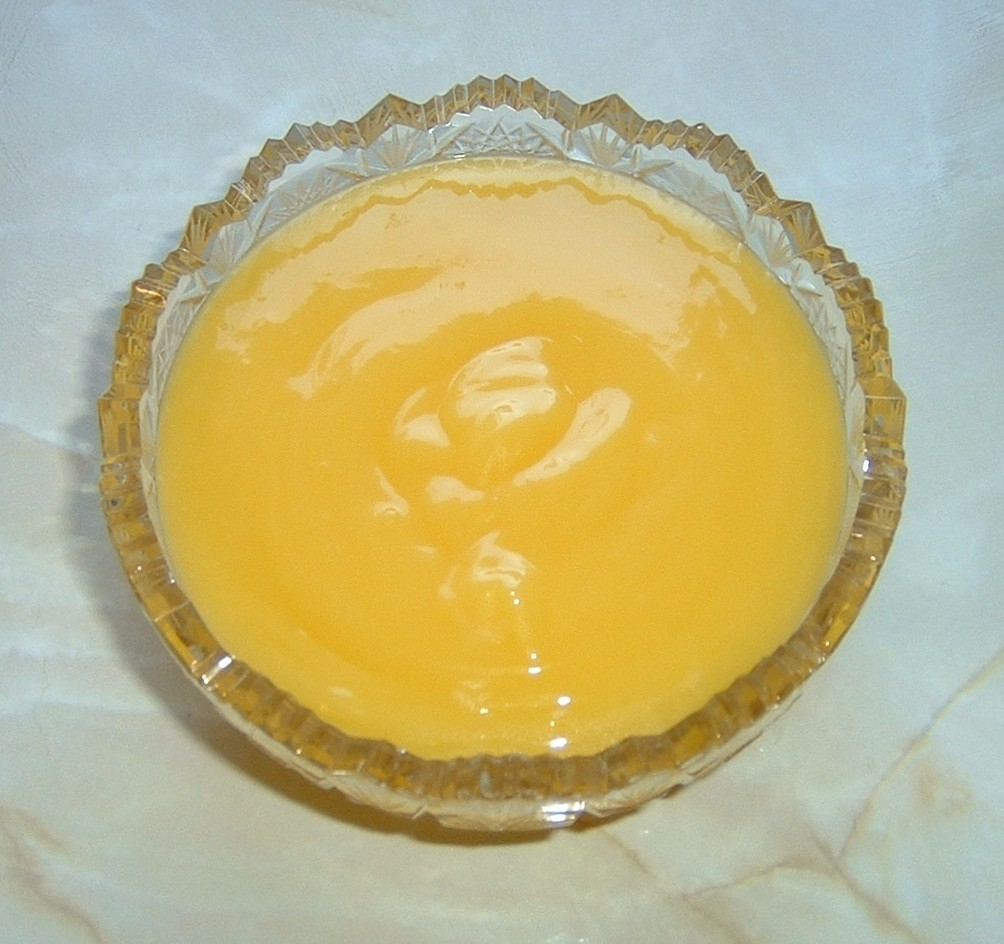
Lemon curd.

Lemon curd är en kräm eller marmelad som traditionellt består av citronsaft, ägg och socker.
Lemon curd görs på vispad äggula utrörd med socker och citronsaft vilket långsamt kokas i vattenbad på låg temperatur.  Ibland innehåller lemon curd även citronskal, äggvita eller smör. Lemon curd används bland annat i tårtor, bakverk, glass och till scones.